# Łapigrosz (Warszawa)
Łapigrosz – osiedle w północno-wschodniej części Warszawy, w dzielnicy Białołęka. Łapigrosz leży między Choszczówką a Białołęką Dworską – w rejonie dzisiejszych ulic Mehoffera i Polnych Kwiatów. Obecnie nazwa ta jest rzadko używana, często również ten obszar ten określa się nazwą Choszczówki. W rzeczywistości Choszczówka leży bardziej na północ od Łapigrosza.
Jeszcze w pierwszej połowie XX wieku Łapigrosz był podwarszawską wsią i wchodził w skład ówczesnej gminy Jabłonna. W 1976 r. został przyłączony do Warszawy wraz z innymi sąsiadującymi wsiami.